# 층층나무
층층나무(학명: Cornus controversa, wedding cake tree)는 층층나무과에 속하며 겨울에 잎이 지는 큰키나무이다. 한국·중국·일본 원산이다.

## 생태
동아시아 온대 중부 이남의 산간 지역에서 자라며, 관상수로 심기도 한다. 마디마다 규칙적으로 가지가 돌아가면서 수평으로 가지런하게 퍼져 나가서 층을 이루기 때문에 층층나무라는 이름이 붙었다. 키는 10~20m 정도이며 나무껍질은 회갈색이며 세로로 얕게 홈이 갈라진다. 잎은 같은 속 나무인 말채나무나 산딸나무와 달리 어긋나고 넓은 달걀 또는 타원 모양이다. 잎맥이 휘어서 잎 끝으로 몰리는데 6~9쌍이며 가장자리는 밋밋하다. 잎 뒷면은 잔털이 나 있어 흰빛이 돈다. 가지는 빨간색을 띤다. 5~6월에 어린 가지의 끝에서 산방꽃차례에 흰색 꽃이 핀다. 꽃잎과 꽃받침에 털이 촘촘히 난다. 열매는 핵과로 둥근데, 9~10월에 콩알만하게 열어 붉은색으로 변했다가 검은색으로 익는다.

## 사진

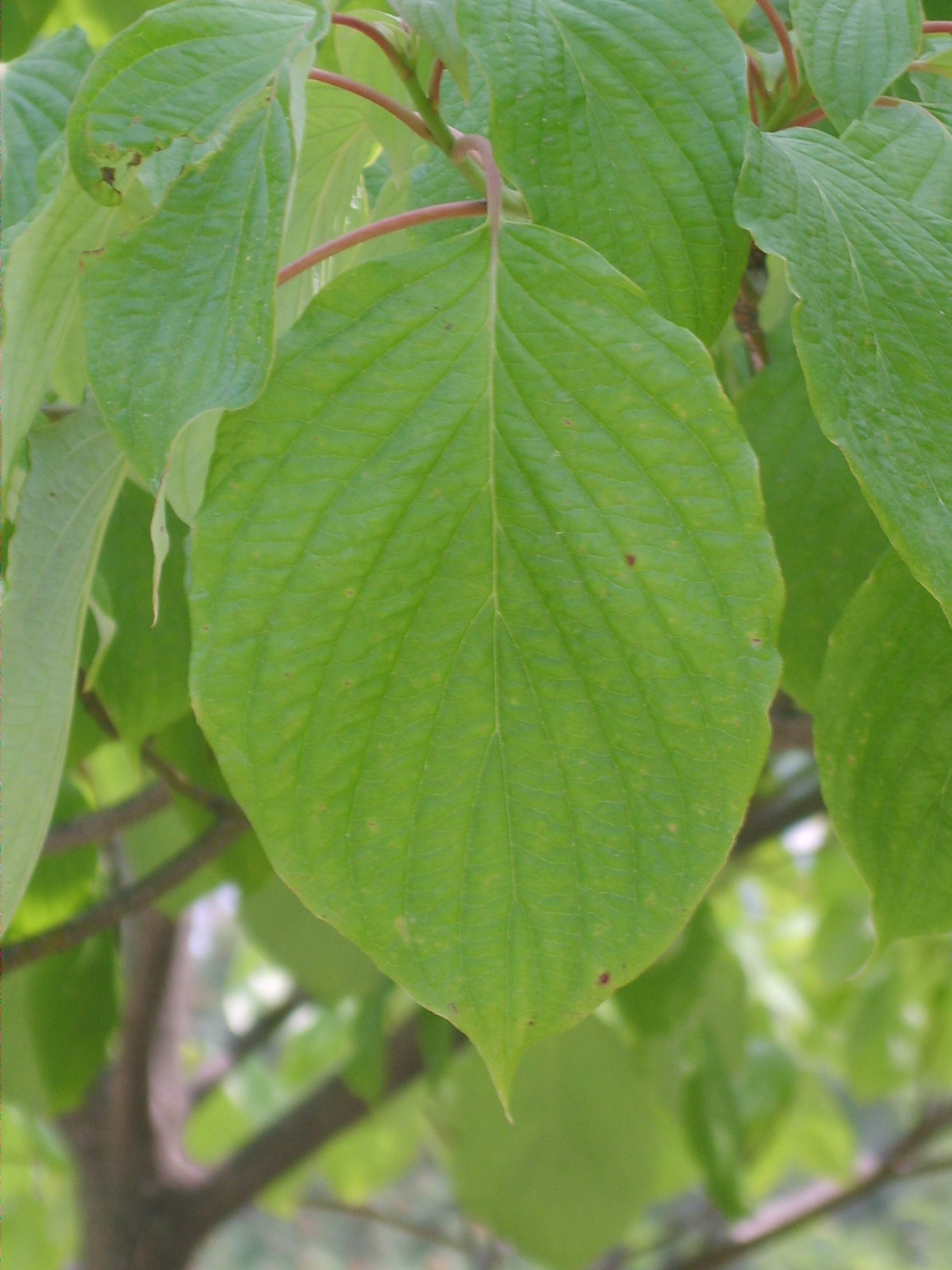
잎
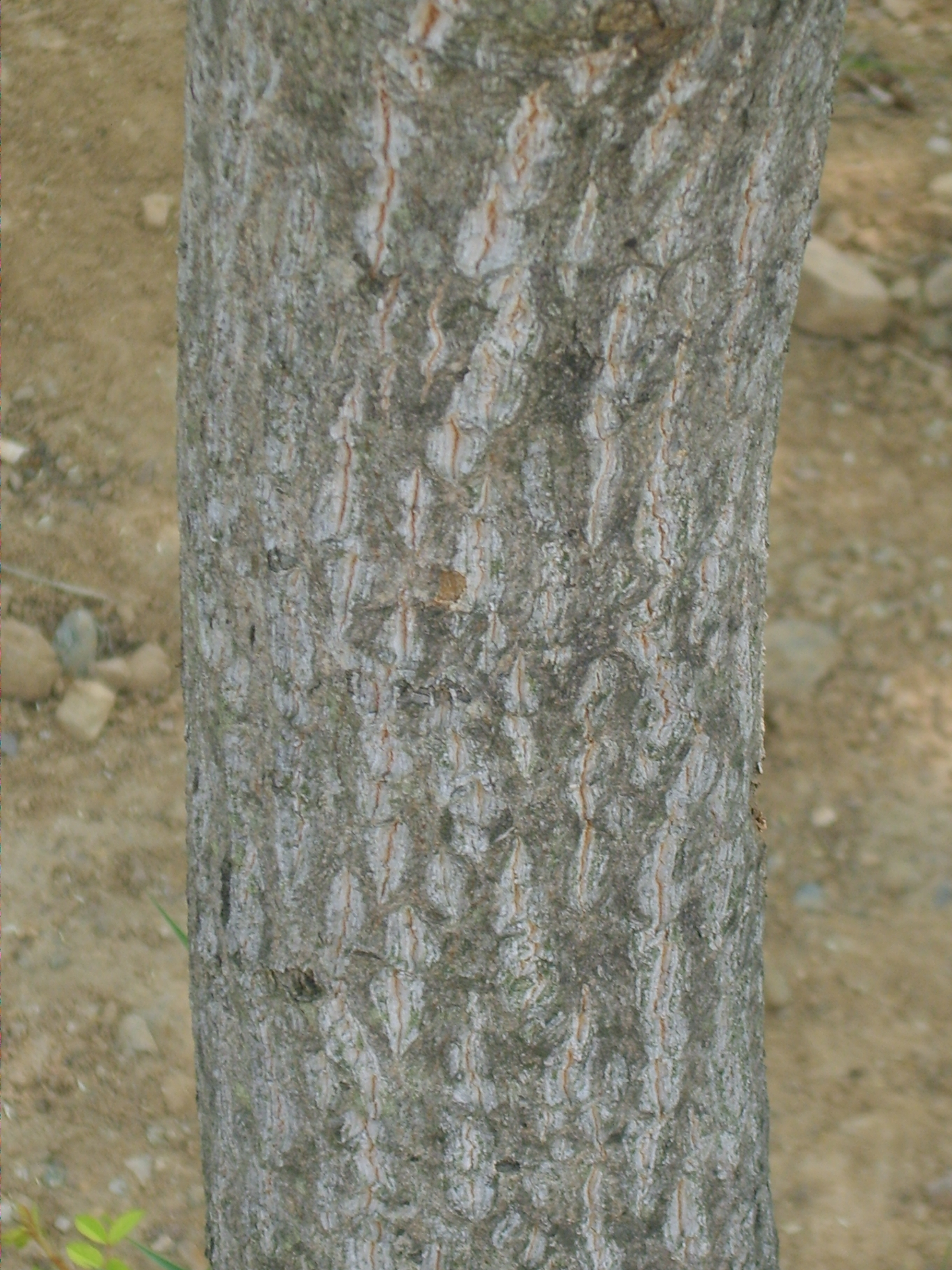
줄기
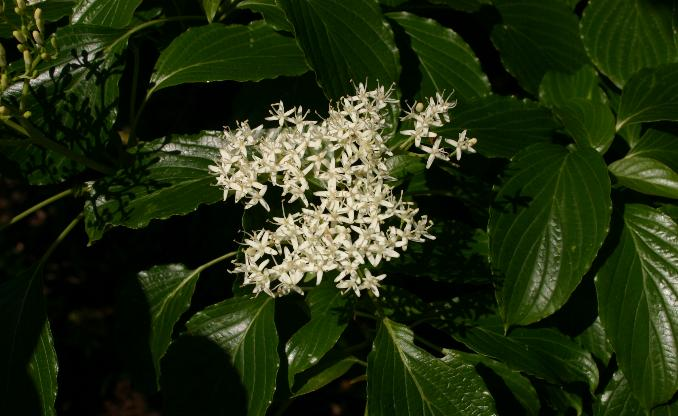
꽃
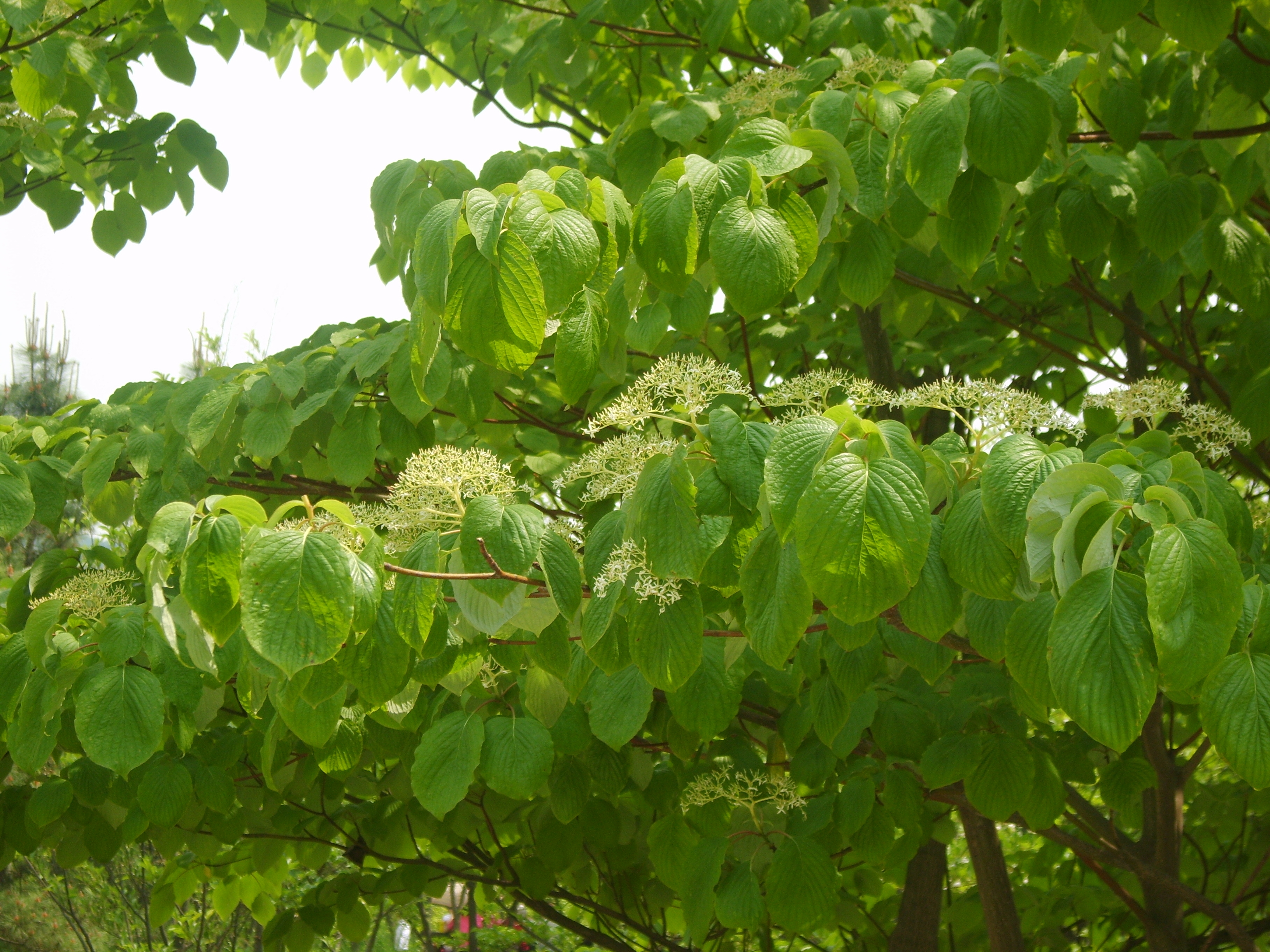
꽃차례

## 쓰임새
목재는 연한 황백색으로 재질이 고르다. 작은 나무인형을 만드는 데 쓴다.

## 참고 문헌
- 김용식; 송근준; 안영희; 오구균; 이경재; 이유미 (2000). 《조경수목 핸드북》. 광일문화사. ISBN 898524325X.
- 윤주복 (2004). 《나무 쉽게 찾기》. 진선출판사. ISBN 9788972214144.
- 박상진 (2001). 《궁궐의 우리 나무》. 눌와. ISBN 8995085266.